# Jonathan Geffroy
Jonathan Geffroy (auch geschrieben: Jonathan Jeffery; * 1983 in  Toulouse, Département Haute-Garonne, Frankreich), ebenfalls bekannt unter seinem Kampfnamen Abu Ibrahim al-Faransi, ist ein französischer Terrorist und selbsternannter Emir der Terrormiliz Islamischer Staat (IS).

## Leben
Geffroy ist französischer Staatsbürger und soll für die Planung von Terroranschlägen in Frankreich und anderen Ländern in Europa  ebenso wie für die Rekrutierung von IS-Kämpfern aus europäischen Ländern, insbesondere den französisch- und englischsprachigen, verantwortlich gewesen sein.
Gegen Geffroy wurde 2014 in Frankreich wegen Terrorismusverdachts ermittelt. Im Laufe der Ermittlungen war er nicht mehr auffindbar. Ihm wurden unter anderem Verbindungen zu Sabri Essid und dessen Bruder Mohamed Merah vorgeworfen. Mit ihm zu dieser Zeit in Kontakt stehende Jugendliche wurden 2016 zu Bewährungsstrafen verurteilt. Sabri Essid hielt sich 2016 nachweislich auch in Syrien oder dem Irak auf, er war unter anderem in Hinrichtungsvideos der Terrormiliz zu sehen. Laut Informationen von Reuters sei Jeffery lange Zeit mit Essid zusammen im Irak und in Syrien unterwegs gewesen.
Französische Medien berichteten im September 2016, dass Geffroy mit hoher Wahrscheinlichkeit bei einem Drohnen-Angriff in ar-Raqqa getötet worden sei.
Geffroy war nachweislich an der Organisation und Führung von Europäischen IS-Kämpfern in Raqqa, Mossul und zuletzt al-Bab beteiligt. In al-Bab sollen Mitte Februar noch 1800 IS-Kämpfer gewesen sein, hiervon ein überwiegender Teil Ausländer.
Bei der Schlacht um al-Bab wurde er am 15. Februar 2017 von Truppen der Operation Schutzschild Euphrat gefangen genommen. Kämpfer der Freien Syrischen Armee publizierten Bilder des Gefangenen, seine Identität wurde am 21. Februar 2017 von Jean-Charles Brisard, dem Leiter des Terrorismus-Analysezentrums (Centre d'analyse du terrorisme) Frankreichs, bestätigt. Demzufolge handle es sich tatsächlich um den seit September 2016 für tot gehaltenen Franzosen. Menschenrechtsorganisationen und der syrischen Regierung nahestehende Medien halten ihn für eine der Schlüsselfiguren innerhalb der Rekrutierungsorganisation des IS.
In einer Videoaufnahme, die von der Freien Syrischen Armee gemacht wurde, erzählt er in fließendem Arabisch, dass er seit 2014 in Syrien sei; er sei damals, obwohl in Frankreich gegen ihn ermittelt worden sei, ohne Umwege mit dem Flugzeug von Frankreich in die Türkei geflogen und von hier aus über Kilis nach Syrien gelangt.
Türkische Medien berichteten bisher, dass Geffroy in al-Bab gefangen genommen wurde und die führende Person der Terrormiliz im Bereich Rekrutierung in Europa sei. Über eine mögliche Auslieferung wurde nicht berichtet. Offizielle türkische Stellen äußerten sich zunächst nicht. Am 11. September 2017 wurde Geffroy von der Türkei an Frankreich ausgeliefert.